# Jeff German
Jeffrey Michael German (Milwaukee, 23 de agosto de 1953 - Las Vegas Valley, 3 de setembro de 2022) foi um repórter investigativo americano. Sua carreira jornalística em Las Vegas durou quatro décadas. Ele escreveu para o Las Vegas Review-Journal e o Las Vegas Sun. Foi morto a facadas em 2022 pelo funcionário democrata local Robert Telles, que German havia investigado e relatado.

## Início da vida e educação
German era natural de Milwaukee, Wisconsin. Ele obteve um mestrado pela Universidade Marquette. Ele começou sua carreira jornalística como estagiário do Milwaukee Journal Sentinel. Ele também trabalhou com Jim Romenesko.

## Carreira
German foi colunista e repórter investigativo do Las Vegas Sun por mais de duas décadas, cobrindo o crime organizado, governo, política e tribunais. Ele cobriu o incêndio do MGM Grand em 1980 e a investigação do FBI no início dos anos 2000 sobre subornos recebidos pelos comissários do condado de Clark (Operação G-Sting).
Em 2001, German escreveu o livro sobre crimes reais Murder in Sin City: The Death of a Las Vegas Casino Boss, que contava a história da morte de Ted Binion, herdeiro da fortuna Binion's Horseshoe. 
Depois de ser demitido pelo Las Vegas Sun em 2009, German se juntou à equipe do jornal Las Vegas Review-Journal em 2010. 
Após o tiroteio em Las Vegas em 2017, German foi o primeiro a relatar que o atirador havia disparado contra dois tanques de combustível de jato próximos no aeroporto de Las Vegas, antes de voltar sua atenção para o local do festival de música. Com a colega repórter Cathy Scott, ele desvendou a história do assassinato em 1997 do corretor de apostas da máfia Herbert Blitzstein. German era escritor e apresentador da série de podcasts Mobbed Up: The Fight for Las Vegas, que foi co-produzida com o Mob Museum. Ele também relatou falhas nas inspeções da cidade antes do incêndio fatal em 2019 e má administração do Alpine Motel Apartments, má conduta ilegal e intimidação no Gabinete do Administrador Público do Condado de Clark, Robert Telles.

## Morte
German foi encontrado morto a facadas do lado de fora de sua casa em Las Vegas Valley em 4 de setembro de 2022. Ele tinha 69 anos. A polícia informou que ele se envolveu em uma briga com alguém do lado de fora de sua casa um dia antes de ser encontrado morto e que eles identificaram um suspeito de seu assassinato. 
Em 7 de setembro, a polícia prendeu o administrador público do condado de Clark, Robert Telles, sob suspeita do assassinato de German. German havia investigado Telles sobre alegações de que Telles estava contribuindo para um ambiente de trabalho hostil e estava envolvido em um relacionamento inadequado com um funcionário. Depois que os resultados da investigação de German foram publicados, Telles perdeu sua candidatura à reeleição nas primárias democratas.